# Harvard Story
Pour plus de détails, voir Fiche technique et Distribution.
Harvard Story (Harvard Man) est un film américain réalisé par James Toback, sorti en 2001.

## Synopsis
Alan, capitaine de l'équipe de basketball de l'université Harvard, a besoin d'argent pour aider ses parents. Poussé par sa petite amie, Cindy Bandolini, il va avoir recours à des moyens illégaux pour parvenir à ses fins et se retrouve, sans vraiment s'en rendre compte, dans une situation délicate impliquant la mafia et le FBI. Il sera aidé par son professeur de philosophie, Cort Chesney, avec qui il entretient une relation assez particulière[évasif].

## Fiche technique
- Titre : Harvard Story
- Titre original : Harvard Man
- Réalisation : James Toback
- Scénario : James Toback
- Sociétés de production : Bigel Mailer Films - The Kushner-Locke Company - Lions Gate Film - Worldwide Media
- Musique : Ryan Shore
- Photographie : David M. Ferrara
- Montage : Suzy Elmiger
- Décors : Rupert Lazarus
- Costumes : Maxyne Baker
- Pays de production : États-Unis
- Langue : Anglais
- Format : Couleurs - 2,35:1 - Dolby Digital - 35 mm
- Genre : Romance, thriller
- Durée : 99 minutes
- Dates de sortie : France : 10 mai 2001 (Festival de Cannes) et 1er août 2001 (en salles)

## Distribution
Légende doublage : VF = Version Française
- Adrian Grenier (VF : Alexis Tomassian) : Alan Jensen
- Sarah Michelle Gellar (VF : Claire Guyot) : Cindy Bandolini
- Joey Lauren Adams (VF : Martine Irzenski) : Chesney Cort
- Eric Stoltz (VF : Denis Laustriat) : Teddy Carter
- Rebecca Gayheart (VF : Déborah Perret) : Kelly Morgan
- Gianni Russo : Andrew Bandolini
- Ray Allen : Marcus Blake
- Michael Aparo : Russell
- Scottie Epstein : Mario
- John Neville : Dr. Reese
- Polly Shannon : Juliet
- Phillip Jarrett : Coach Preston
- Adam Bloch : Kenner
- Lauren Collis : Connie
- Landy Cannon : Butch
- Clé Bennett : Hal
- Chantal Cousineau : Sandy
- Maria Ricossa : Charlotte Jensen
- Booth Savage : Steve Jensen
- Mung-Ling Tsui : Reporter
- Brendan Ryder : Jonathan
- Kelly Ryder : mère de Jonathan
- Kristi Angus : Barman
- Tara Samuel : Serveuse
- Ayanna Sealey : Coed #1
- Jamie Holmes : Coed #2
- Al Franken : Lui-meme
- Thomasin Franken : fille de Al Franken
- Peter Mensah : Cyril the Butler
- Joe Pingue : Joe
- J. Miles Dale : Howie
- Nick Bacon : Seth
- Kate Crowley : Kate
- Kimberly Pullis : Kimberly
- Brian Schulz : Harvard Radio Broadcaster
- Chris Wolfe : Harvard Radio Broadcaster